# 柳貴家雪之介
柳貴家 雪之介（やなぎや ゆきのすけ、1984年8月24日 - ）は、太神楽曲芸協会に所属する太神楽曲芸師。三代目柳貴家正楽・柳家花緑門下。

## 経歴
- 1987年：水府流大神楽十八世宗家三代目柳貴家正楽に師事。
- 2009年
  - 柳貴家雪之介を名乗り高座に上がる。
  - 柳家花緑一門になる。